# Chewore
Chewore is een safarigebied in het noorden van Zimbabwe. In het gebied komt groot wild voor zoals olifanten, buffels, luipaarden en leeuwen.
In 1984 is Chewore, samen met Mana Pools en Sapi, opgenomen op de Werelderfgoed lijst van UNESCO.